# Thịt cá voi
Thịt cá voi là thịt và các bộ phận cơ thể khác của các loài cá voi sử dụng làm thực phẩm cho con người và súc vật nuôi, được chế biến thành nhiều món khác nhau, và trong lịch sử đã được người ta coi là thực phẩm ở nhiều nơi trên thế giới, bao gồm cả ở Tây Âu và Mỹ thuộc địa.
Việc con người ăn thịt cá voi ngày nay vẫn tiếp tục tại Nhật Bản, Na Uy, Iceland, Quần đảo Faroe, bởi người Basque, người Inuit và người dân bản địa khác của Hoa Kỳ (bao gồm cả những người Makah tây bắc Thái Bình Dương, Canada, Greenland; người Chukchi ở Xibia, và người Bequia ở vùng biển Caribê.
Việc con người ăn thịt cá voi đã bị người ta lên án dựa trên quan điểm về bảo tồn động vật hoang dã, độc tính của thịt cá voi, và quyền động vật (xem tranh cãi xung quanh việc đánh bắt cá voi).

## Lịch sử
Tại châu Âu, cá voi có thể đã từng được săn bắt tại địa phương suốt thời Trung Cổ để lấy thịt và dầu. Theo Công giáo, các loài thủy sản đã thường được coi là "cá". Do đó, cá voi được coi là thích hợp trong Mùa Chay của Ki tô giáo

## Hình ảnh

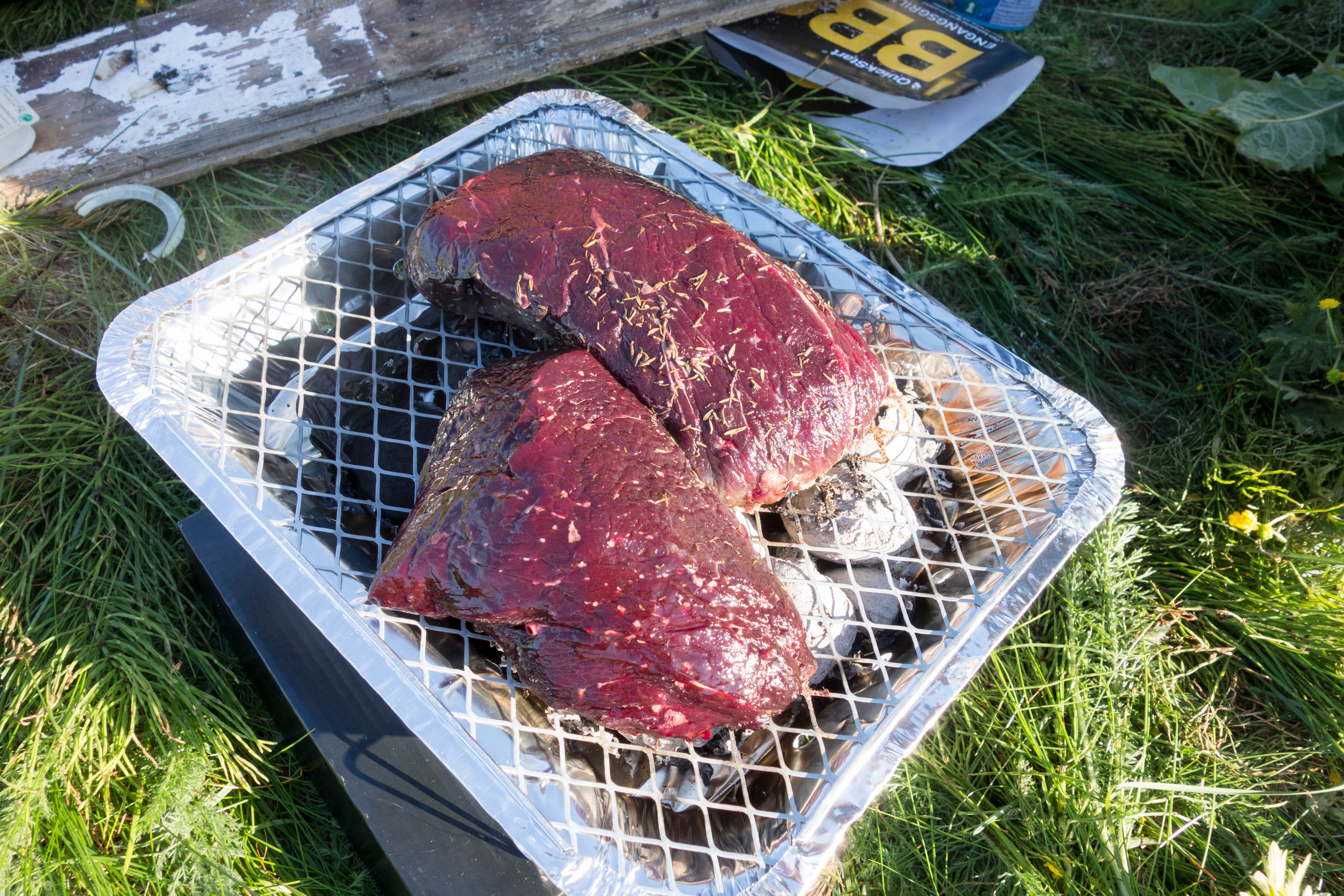
Thịt cá voi tươi ở Na Uy
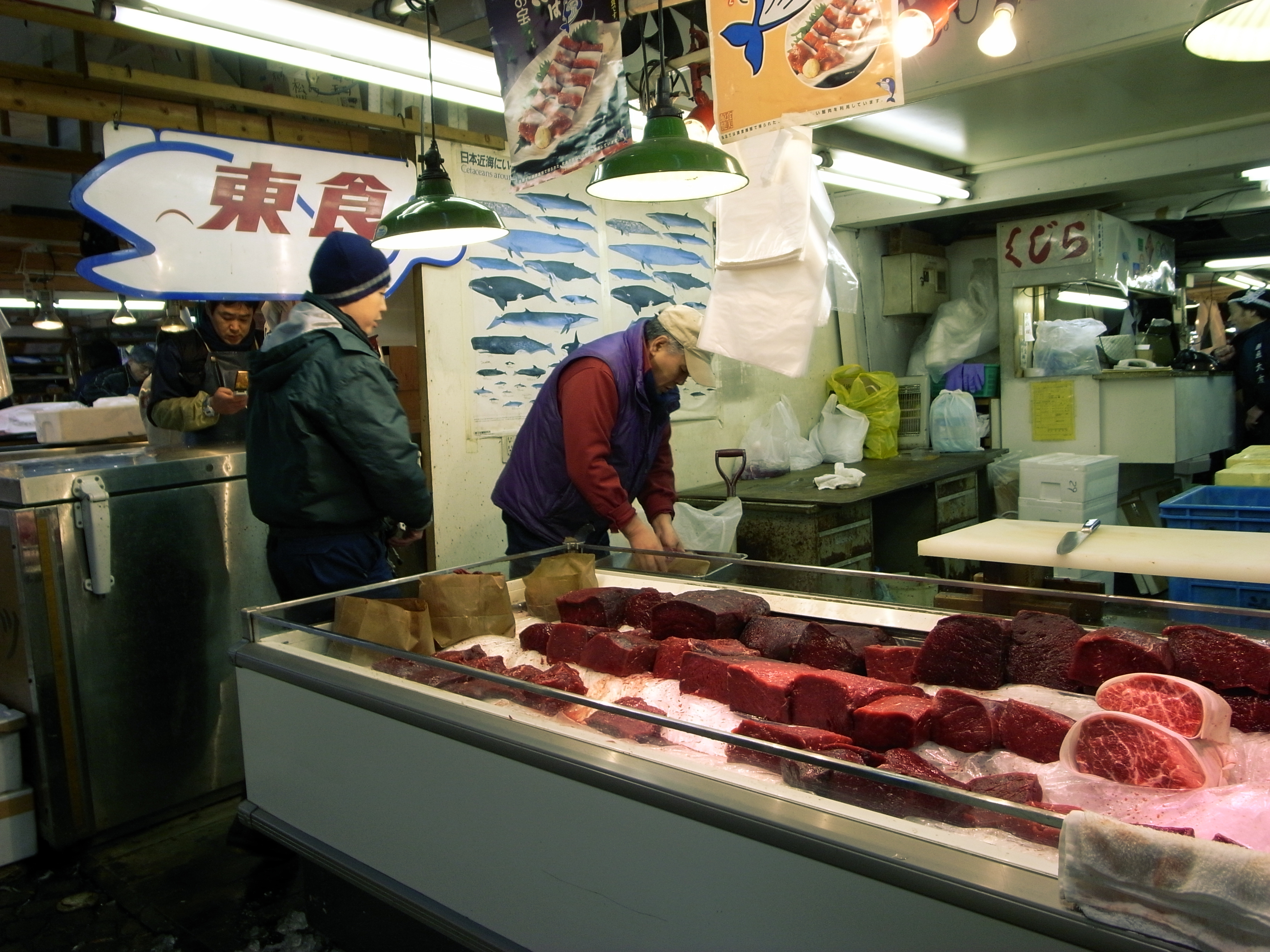
Thịt cá voi được bán tại chợ cá Tsukiji, Tokyo 2008
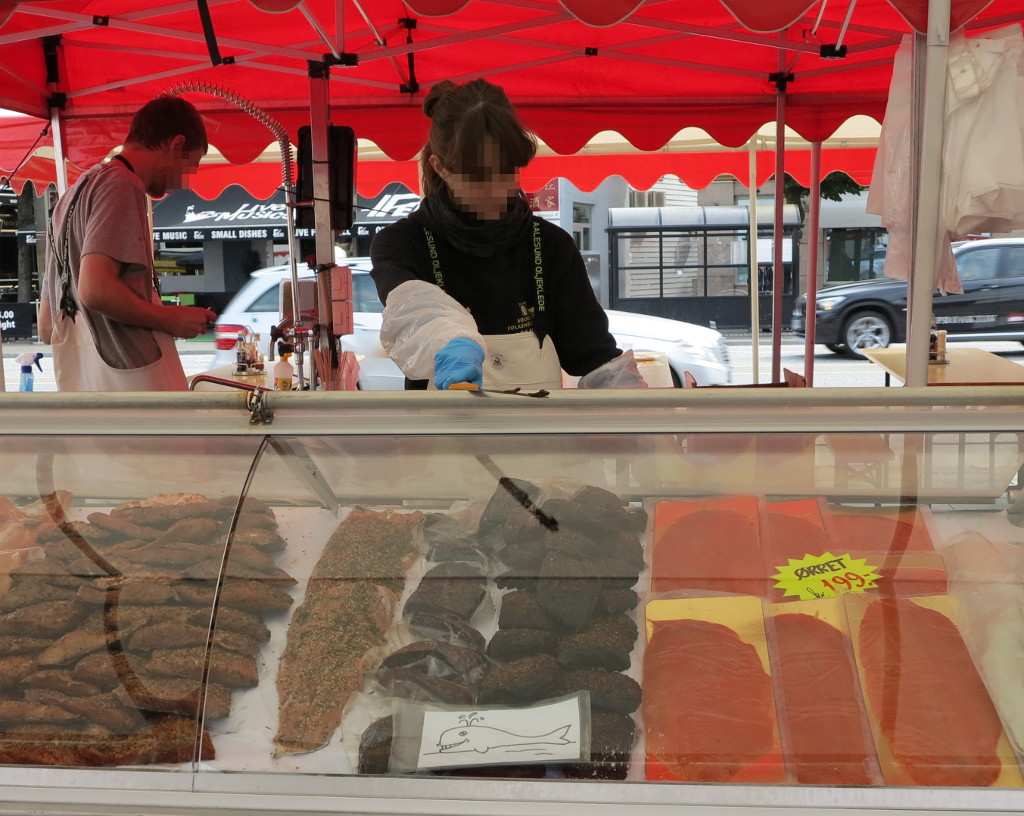
Thịt cá voi được bán tại Bergen, Na Uy, 2012
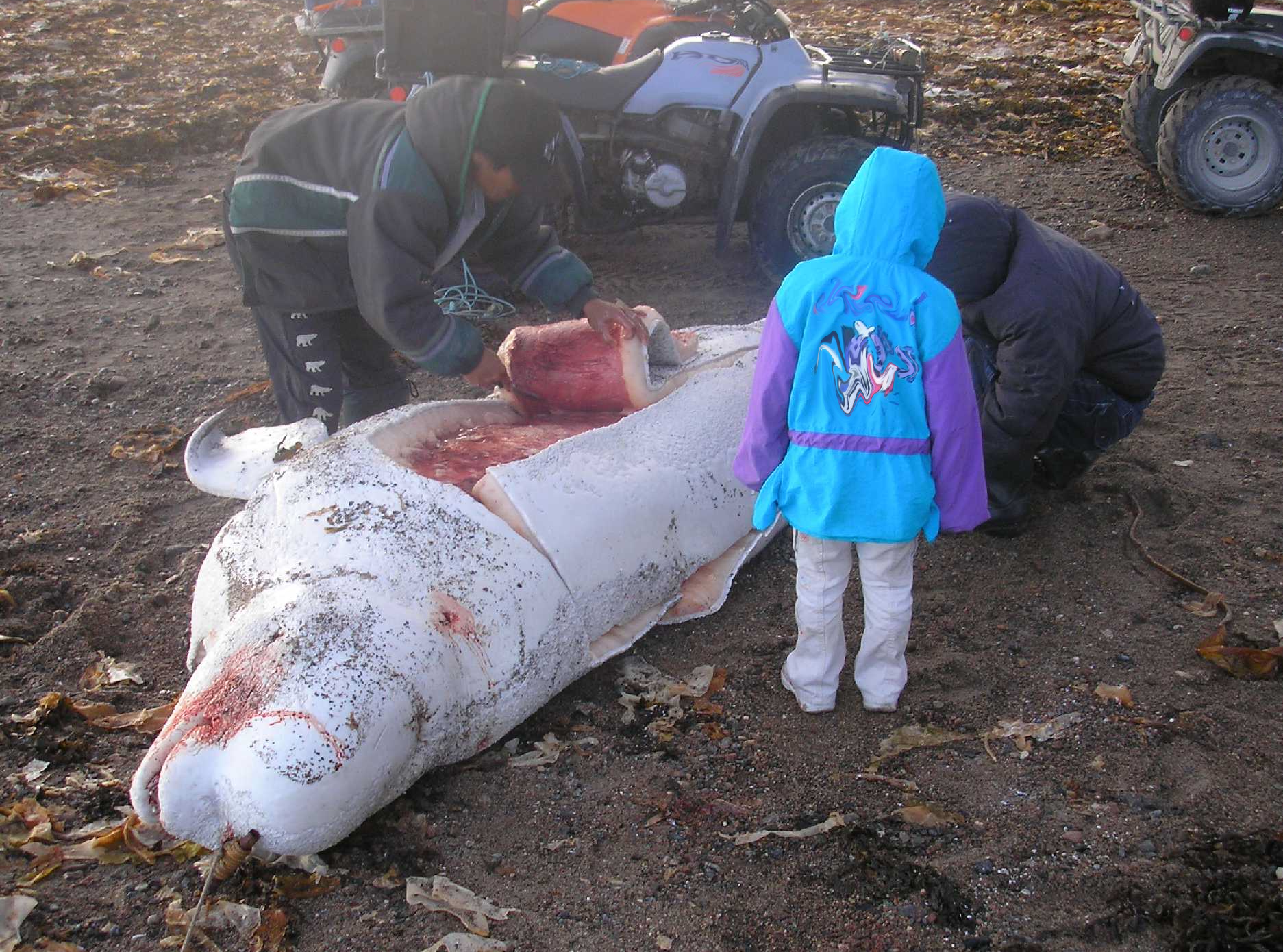
Cá voi trắng Delphinapterus leucas, thực phẩm quan trọng của người Inuit
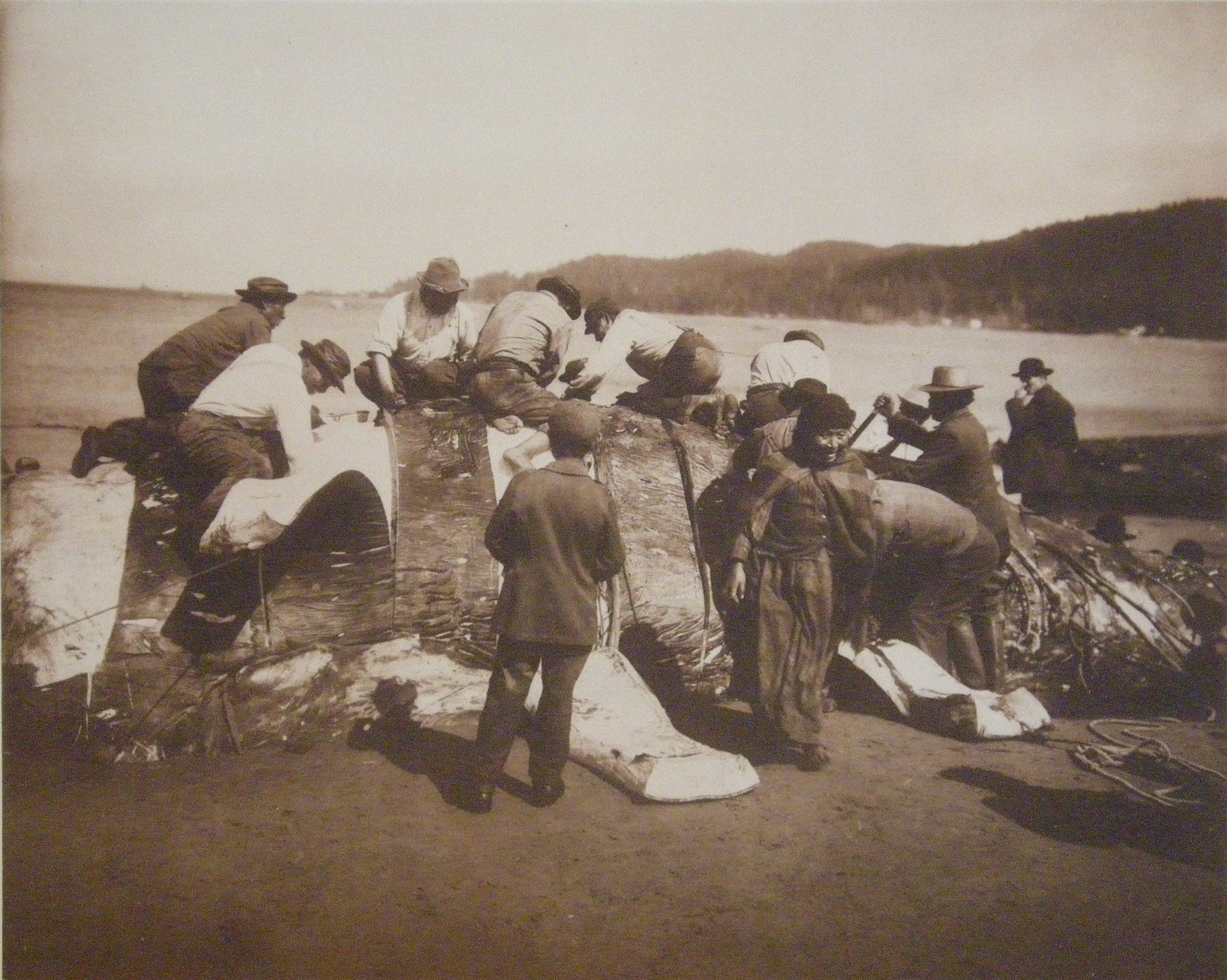
Những thợ săn cá voi bản địa châu Mỹ đang xả thịt tại vịnh Neah, Quận Clallam, Washington, 1910
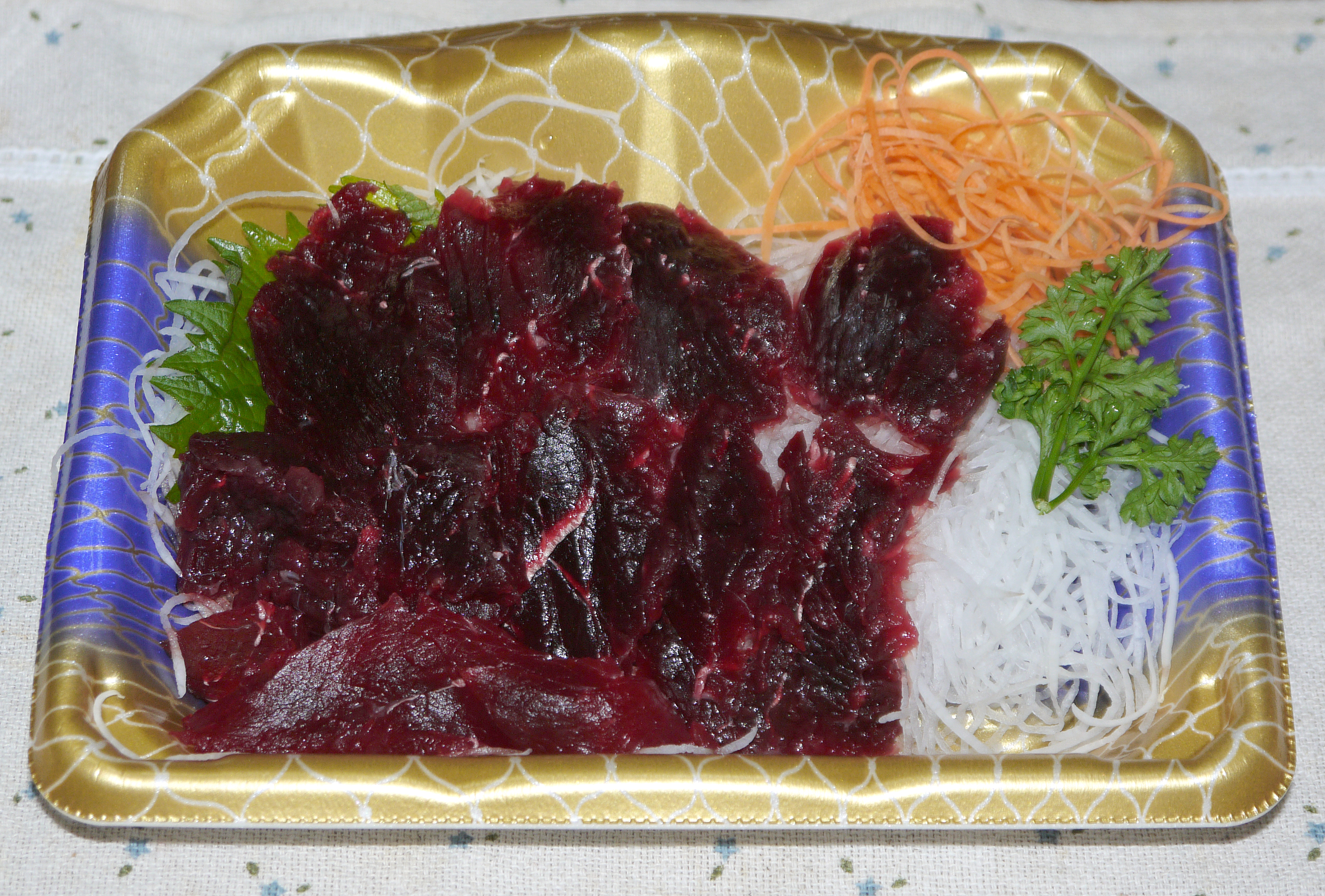
Sashimi
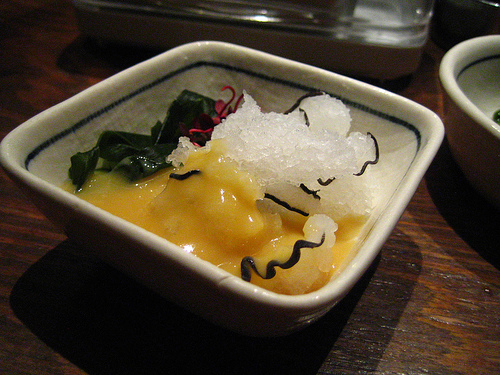